# Баркодирование ДНК

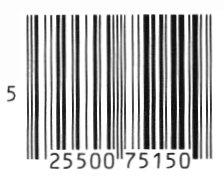
Аналогия с повсеместно используемыми штрих-кодами

Баркоди́рование ДНК (ДНК-штрихкодирование, генетический баркодинг, ДНК-баркодинг, англ. DNA barcoding) — метод молекулярной идентификации, который позволяет по коротким генетическим маркерам в ДНК определять принадлежность организма к определённому таксону. В отличие от методов молекулярной филогенетики, ДНК-баркодирование используется для определения места данного организма в уже существующей классификации, а не для построения филогенетических деревьев и дополнения уже существующей классификации, поэтому вопрос об использовании баркодирования ДНК для идентификации видовой принадлежности нового организма является спорным. Наиболее часто используемым локусом генетического баркодинга для животных является участок митохондриального гена цитохромоксидазы I из примерно 600 пар нуклеотидов.
Применение ДНК-баркодирования распространяется на такие задачи, как, например, идентификация растения только по его листьям (к примеру, если недоступны цветки или плоды), идентификация личинок насекомых (которые могут иметь меньше диагностических признаков, чем взрослые особи, и часто менее изучены), определение рациона питания животных по содержанию желудка или фекалиям и другое.

## Выбор локуса
Локусы для ДНК-баркодинга должны:
- представлять собой не очень длинные участки ДНК;
- присутствовать у большинства представителей рассматриваемых таксонов и при этом содержать небольшое количество вариаций у представителей одного вида[5];
- достаточно легко секвенироваться с помощью современных технологий секвенирования без использования специфических праймеров[6][7].

Предлагаются различные локусы для разных таксонов, отбор таких локусов проводится специальными комитетами. На сегодняшний день официально используют:
- Для животных и многих других эукариот — митохондриальный ген цитохромоксидазы;
- Для растений — конкатенация генов хлоропластов rbcL и matK (но эти локусы обеспечивают низкое разрешение при идентификации наземных растений[8], поэтому им пытаются найти замену[9]);
- Для грибов — внутренний транскрибируемый спейсер (internal transcribed spacer, ITS)[10].

### Митохондриальная ДНК
Последовательности митохондриальной ДНК (мтДНК) привлекают внимание людей как мишень для ДНК-баркодирования по ряду причин:
- Практически все эукариотические клетки содержат митохондрии, несущие митохондриальный геном. Исключения составляет ряд одноклеточных паразитических форм, такие как Trachipleistophora, Entamoeba[англ.], Giardia, в которых произошла вторичная деградация митохондрий. Тем не менее в клетках этих организмов обнаруживаются рудиментарные органеллы, являющиеся остатками некогда функциональных митохондрий[11][12].
- Митохондриальная ДНК животных характеризуется сравнительно высокой скоростью накопления мутаций, что приводит к формированию различий по последовательности митохондриальных генов между популяциями и внутри популяций за сравнительно короткие (в эволюционном плане) временные отрезки, порядка тысяч поколений.
- Митохондрии наследуются по материнской линии, поэтому эффективный размер популяции в данном случае пропорционален числу размножающихся самок, в то время как для ядерного генома этот показатель равен удвоенному числу всех размножающихся особей в популяции (поскольку каждая особь содержит две копии ядерного генома). Уменьшенный эффективный размер популяции приводит к более быстрому отбору линий генов мтДНК внутри популяций и между ними в связи с различиями в плодовитости отдельных особей (принцип коалесценции[англ.]).

Комбинация быстрого накопления мутаций и быстрого отбора приводит к тому, что внутри вида последовательности митохондриальной ДНК различаются сравнительно слабо, а между видами — сравнительно сильно, что и требуется для эффективного баркодирования. Наиболее часто используемым для баркодирования локусом мтДНК является участок гена субъединицы I митохондриальной цитохром с- оксидазы (COI) длиной в 658 пар оснований (т. н. Фолмеровский участок).
Различия в последовательностях мтДНК не могут быть объективной мерой принадлежности организмов к одному или к разным видам в ряде ситуаций, приводящих к повышению разнообразия последовательностей внутри вида:
- В случае наличия актов рекомбинации (напрямую рекомбинация мтДНК показана для ряда двустворчатых моллюсков, например, рода Mytilus[13]);
- В случае гибридизации (показано для зайцев рода Lepus)[14];
- При наличии внутри вида нескольких линий мтДНК, выделяющихся в пределах одной популяции;
- При наличии эндосимбионтов, селективно убивающих особей мужского пола[15];
- При наличии внутриклеточных симбионтов, приводящих к несовместимости цитоплазмы при оплодотворении, что очень характерно, например, для насекомых (считается, что от 15 до 75 % всех видов насекомых заражены бактериями рода Wolbachia)[16][17].

### Выбор локуса для баркодинга наземных растений
Ряд исследователей считает, что использование локуса СОI для идентификации большинства видов у растений неприменимо, поскольку для высших растений скорость эволюции гена цитохром с-оксидазы значительно ниже, чем у животных. В целях поиска более подходящего для использования при баркодировании ДНК локуса в геноме покрытосеменных растений, являющихся наиболее многочисленной группой высших (наземных) растений, было проведено несколько исследований. В качестве кандидатов были предложены последовательности ядерного внутреннего транскрибируемого спейсера (ITS) пластидного спейсера между генами trnH и psbA, а также пластидного гена matK, кодирующего фермент сплайсинга интронов в хлоропластах.
В 2009 году большой группой специалистов по ДНК-баркодингу растений было предложено использовать комбинацию rbcL и matK — двух генов, кодируемых в геноме хлоропластов. Для лучшего разрешения видов к этим локусам предлагается добавлять в рассмотрение ядерный спейсер ITS2. По состоянию на 2015 год поиск подходящих локусов продолжается, в частности, локус хлоропластного гена ycf1 был выдвинут в качестве многообещающей кандидатуры для использования в определении растений при помощи баркодирования.

## Использование метода

### Определение птиц
В попытке найти соответствие между границами видов, определёнными при помощи традиционной систематики, и границами, выявляемыми при использовании ДНК-баркодирования, Пауль Геберт с коллегами произвели баркодирование 260 видов птиц (более трети всех гнездящихся в Северной Америке видов). В результате было обнаружено, что все последовательности гена COI между видами были различны, внутри же видов (130 видов были представлены двумя и более образцами) различия в последовательности COI отсутствовали, либо были незначительны. В среднем последовательности между видами различались на 7,93 %, а внутри вида на 0,43 %.
В четырёх случаях внутри вида наблюдалась необычно высокая разница между последовательностями локусов, что дало повод предположить наличие новых видов. Интересно, что в трёх из четырёх случаев некоторые систематики уже разбивали такой политипичный вид на два. Данные Геберта с коллегами поддерживают такое разделение, а также в целом демонстрируют эффективность использования ДНК-баркодинга для определения видовой принадлежности птиц. Авторами кроме того предложен универсальный порог, который они предлагают использовать при выделении новых видов: предлагается считать разными видами такие группы индивидов, средняя разница между последовательностями баркодинговых локусов которых десятикратно превышает среднюю внутривидовую разницу для исследуемой группы.
Другими примерами использования ДНК-баркодирования в систематике птиц могут служить исследования видов с широким ареалом и высокой внутривидовой морфологической изменчивостью, что было проделано на примере обыкновенной сипухи, а также реорганизация групп с неясными внутренними связями, как, например, семейства Тимелиевые.

### Определение рыб
Fish Barcode of Life Initiative (FISH-BOL) является проектом по сбору, стандартизации и систематизации данных ДНК-баркодирования образцов рыб, для которых определена достоверная таксономическая принадлежность. Будучи запущена в 2005 году, по состоянию на 2016 год база данных содержит информацию о последовательностях локусов более чем 11000 видов рыб, что составляет около 35 % всего биологического разнообразия группы. Кроме последовательностей, в FISH-BOL содержатся фотографии и географические координаты исследованных образцов, информация о распространении видов, номенклатуре и ссылки на литературу. Таким образом, FISH-BOL дублирует и значительно дополняет информацию, имеющуюся в других источниках, таких как, например, Catalog of Fishes и FishBase.
ДНК-баркодирование всех видов рыб может быть полезно по целому ряду причин: это позволит проводить определение вида широкому кругу лиц, выявлять ранее неизвестные виды, проводить определение вида в ситуациях, когда традиционные методы неприменимы. Примером такой ситуации может филогенетический анализ груперов при помощи баркодирования, который может быть применён при определении вида рыбы, вызвавшей заболевание сигаутеру, по пищевым остаткам. ДНК-баркодинг удобен для идентификации чужеродных для данного водоёма видов рыб, в том числе по плохо сохранившимся фрагментам и личиночным стадиям.

### Скрытые виды
Одной из задач, в решении которой баркодирование ДНК может играть большую роль, является определение границ между так называемыми криптическими, или скрытыми, видами. Как правило, это комплекс морфологически неразличимых видов, разделение таких комплексов на отдельные таксоны часто представляет трудности.
ДНК баркодирование неоднократно использовалось при исследовании криптических видов в заповеднике Гуанакасте на северо-западе Коста-Рики.
Одним из первых скрытых видов, показавшим эффективность ДНК баркодирования в его разделении, стали неотропические бабочки-толстоголовки Astraptes fulgerator. Это комплекс видов с неявными морфологическими различиями и необычно большим разнообразием кормовых растений у их гусениц. Анализ результатов секвенирования гена COI из 484 организмов, морфологически относящихся к A. fulgerator, вызвал споры: в 2004 авторы предположили, что A. fulgerator состоит из как минимум 10 видов; в 2006 году был проведен повторный анализ этих же последовательностей с помощью бутстрэпа методом присоединения соседей, анализа агрегации популяций и кладистическим анализом гаплотипов, было получено разделение на 3 (максимум 7) клад, а предыдущая работа подвергнута критике. Такие различия показали, что интерпретация результатов, полученных ДНК баркодированием, зависит от выбора аналитических методов, а разграничение скрытых видов с использованием ДНК штрих-кодов может быть так же субъективно, как и другие формы таксономии.
Другие примеры видов из заповедника Гуанакасте, показавшие эффективность применения метода ДНК баркодирования: исследование и идентификация тропических гусениц, а также разделение на таксоны паразитических мух Belvosia (Tachinidae), выращенных из гусениц.
Однако другое родственное семейство мух Calliphoridae рода Protocalliphora не удалось разделить ДНК баркодированием: исследовалась эффективность применения баркодирования для разделения мух рода Protocalliphora, которые, как известно, заражены эндосимбиотическими бактериями Wolbachia. Разделение на таксоны было невозможно для 60 % видов, а при определении новых видов ошибка при оценке количества видов в роду могла бы составлять 75 %. Предполагается, что такой результат был связан с отсутствием монофилетичности видов на митохондриальном уровне (например, в одном случае 4 разных вида имели одинаковые штрих-коды), отсутствие внутривидовой монофилии может объясняться межвидовой гибридизацией, связанной с заражением Wolbachia. Wolbachia является эндосимбионтом от 15 до 75 % видов насекомых, из-за чего идентификация на уровне видов на основе митохондриальной последовательности может быть невозможна для многих насекомых.

### Классификация ископаемых организмов
Возможность использования ДНК-баркодинга для оценки исторического разнообразия биоты Земли была оценена на примере группы вымерших бескилевых птиц моа. 10 видов моа, выявленных с помощью баркодирования по гену цитохромоксидазы из субфоссильных костей моа, соответствовали ранее известным видам, за одним исключением, которое может представлять собой ранее не опознанную группу видов. При использовании стандартного порога в 2,7 % внутривидовой дисперсии на тех же данных обнаружилось 6 видов, однако, с учетом медленных темпов роста и размножения моа, существует вероятность того, что внутривидовая вариация является довольно низкой, в результате чего авторами был взят порог в 1,24 %. С другой стороны, нет никакого установленного значения порога, при котором можно считать, что популяции безвозвратно начали подвергаться процессу видообразования.

## Критика
ДНК-баркодирование встретило неоднозначную реакцию со стороны учёных, особенно систематиков, начиная от восторженного одобрения до громогласной оппозиции.
Предполагается, что некоторые недавно разошедшиеся виды могут не быть различимы на основе последовательностей гена COI. Кроме того, около 23 % видов животных являются полифилетическими, если считать, что данные о их мтДНК являются точными, то есть присвоение вида животному с помощью баркодинга по мтДНК будет давать неоднозначный или неточный результат примерно в 23 % случаев.
В исследованиях с насекомыми может возникать равная или даже большая частота появления ошибок, из-за нередкого отсутствия корреляции между митохондриальным и ядерным геномами или отсутствия разницы между внутри- и межвидовыми расстояниями для рассматриваемых генов. Проблемы с мтДНК, вызванные симбионтами, индуцирующими цитоплазматическую несовместимость (например, Wolbachia) или микроорганизмами, убивающими самцов также распространены среди насекомых. Если принять во внимание, что насекомые составляют более 75 % всех известных организмов, видно, что в то время как мтДНК баркодирование может работать для позвоночных животных, оно может не быть эффективным для большинства известных организмов.
В настоящее время считается, что ДНК-баркодирование следует использовать наряду с традиционными таксономическими инструментами и альтернативными формами молекулярной систематики, что позволяет выявить проблемные случаи и обнаружить ошибки. Ситуации с некриптическими видами обычно могут быть разрешены традиционной или молекулярной систематикой однозначно. Тем не менее, в более сложных случаях результат будет давать только комбинация подходов. И, наконец, так как большая часть глобального биоразнообразия остается неизвестной, молекулярное баркодирование может только намекнуть на существование новых таксонов, но не выделить или описать их.